# Madmagz
Madmagz est un service en ligne (SaaS) qui permet de créer, de publier, de diffuser et de vendre son magazine au format Web, PDF ou papier. Le service est en ligne depuis Noël 2009. 
Il est édité par la société française La Fée du net.
Le site est disponible dans deux langues : français et anglais. Il a dépassé les 200 000 utilisateurs en janvier 2014.

## Historique
La société éditrice de Madmagz, Madmagz, est créée en décembre 2008 par Youssef Rahoui, un ancien cadre du groupe ADLPerformance. Madmagz est une société par actions simplifiée.
En décembre 2009, la société lance la première version de Madmagz.
En février 2010, Madmagz est lauréat Scientipôle Initiative et du Club innov-it.
En juin 2010, la Madmagz fait un “tour d’amorçage” et récolte 60 000 € auprès de “business angels”.
En février 2011, elle conclut une deuxième levée de fonds de 240 000 €. Le fonds d’investissement Scientipôle Capital ainsi qu’un business angel font leur entrée au capital de l’entreprise.
En janvier 2013, le site dépasse les 100 000 utilisateurs, parmi lesquels les grands comptes Publicis, Genopole ou Amadeus . 
En mai 2013, la Fée du net obtient le label Jeune Entreprise Innovante et perçoit 70 000 € d’Oséo dans le cadre du programme Paris Innovation Amorçage (PIA).
En juin 2013, Madmagz signe un partenariat avec OVH premier hébergeur européen : son service devient accessible à tous les clients d’OVH
À partir de juillet 2013, le développement d’une version 3 du site est lancé dont l’ambition est de faire de Madmagz un système de gestion de contenu.

### Chronologie
- Décembre 2008 : création de la société La fée du net
- Décembre 2009 : lancement de la première version de son service Madmagz
- Février 2010 : lauréat Scientipôle Initiative
- Juin 2010 : première levée de fonds de 60 000 €
- Avril 2011 : lancement de la deuxième version du service Madmagz
- Janvier 2013 : le service dépasse les 100 000 utilisateurs
- Mai 2013 : obtention du label J.E.I. et du P.I.A.
- Juin 2013 : une nouvelle version est annoncée

### Identité visuelle

Logo de Madmagz en Français
Logo de Madmagz en Anglais

## Fonctionnement du service
Le service est un logiciel en ligne (SaaS) utilisable en libre-service. Son utilisation comprend quatre étapes : création, publication, promotion et monétisation.

### Creation
La création se fait au moyen de maquettes de magazine (pages de couverture, d’article, etc. pré-designées) proposées à la vente par des designers indépendants. L’utilisateur choisit sa maquette et y insère texte et images dans les zones prévues à cet effet.

### Publication
Le magazine ainsi créé, l’utilisateur peut le publier dans trois formats: Web, PDF et papier. L’impression et l’expédition sont assurées par un imprimeur partenaire. La version Web est un lien qui permet de lire le magazine en ligne. Le PDF est téléchargeable après achat.

### Promotion
Le magazine créé peut être promu par l’utilisateur et ses lecteurs au moyen de fonctions de partage embarquées (Facebook, Twitter, e-mail…).
Madmagz fait par ailleurs la promotion de certains magazines sur ses propres supports : site, blog, Twitter, Facebook…

### Monétisation
L’utilisateur peut mettre en vente son magazine. Il fixe alors un prix de vente pour chacun des formats de publication : Web, PDF et papier.
Pour le papier, les lecteurs reçoivent le magazine après commande en ligne. Pour le Web, les lecteurs ne peuvent feuilleter que quelques pages et, pour lire le reste, ils doivent payer en ligne le prix déterminé par l’utilisateur. Pour le PDF, ils téléchargent le PDF après achat en ligne.
L’utilisateur est rémunéré pour chacune de ses ventes.

### Contraintes techniques
Les magazines doivent compter un nombre de pages qui soient un multiple de 4.

## Modèle économique
Madmagz est freemium. Le service est gratuit et propose différentes options payantes.
La publication au format web est gratuite. Les options payantes sont :
- maquettes de magazine
- impression, avec un prix variable suivant le magazine (pages et format) et la livraison (vitesse et pays).
- PDF
- PDF d’impression
- Premium, qui est une version enrichie de la version Web gratuite
- version hébergeable sur son serveur.

La fée du Net se rémunère également sur les magazines vendus par ses utilisateurs.

## Reconnaissance
En 2008, Madmagz est lauréat du Concours national de la création d’entreprise.
En 2010, Madmagz est lauréat du 68e Carrefour des possibles ainsi que le prix “Print et innovation documentaire” de l’association professionnelle international Xplor.
En 2011, le site est lauréat du prix My Startup Story .